# أوليفيا ويليامز
أوليفيا ويليامز (بالإنجليزية: Olivia Williams) ممثلة إنجليزية من مواليد 26 يوليو 1968.

## وصلات خارجية
- أوليفيا ويليامز على موقع IMDb (الإنجليزية)
- أوليفيا ويليامز على موقع روتن توميتوز (الإنجليزية)
- أوليفيا ويليامز على موقع قاعدة بيانات الأفلام العربية
- أوليفيا ويليامز على موقع ألو سيني (الفرنسية)
- أوليفيا ويليامز على موقع ميوزك برينز (الإنجليزية)
- أوليفيا ويليامز على موقع أول موفي (الإنجليزية)
- أوليفيا ويليامز على موقع قاعدة بيانات الأفلام السويدية (السويدية)
- أوليفيا ويليامز على موقع إن إن دي بي (الإنجليزية)
- أوليفيا ويليامز على موقع قاعدة بيانات الفيلم (الإنجليزية)
- أوليفيا ويليامز على موقع كينوبويسك (الروسية)